# Sky plc
Sky plc (forkortet BSkyB ) er et britisk tv-selskab, der blev grundlagt i 1990. De driver Sky Digital, som er det mest populære[kilde mangler] tv-abonnement i Storbritannien og Irland. De producerer også tv-indhold og ejer flere tv-kanaler. Rupert Murdochs 21st Century Fox ejer 39,14 procent af firmaet.